# إل. آي. كاندي
إل. آي. كاندي (بالإنجليزية: L.A. Candy)‏ هي رواية شباب-بالغين كتبتها الكاتبة الأمريكية لورين كونراد.